# Josef Matl
Josef Matl (* 10. März 1897 in Machersdorf, ehem. Untersteiermark (heute Mahovci, Slowenien); † 12. Juni 1974 in Rottenmann, Obersteiermark) war ein österreichischer Slawist, Südosteuropaforscher und Kulturhistoriker.

## Leben
Matl stammt aus einer deutschsprachigen Bauernfamilie, die das Abstaller Becken an der deutsch-slowenischen Sprachgrenze besiedelte. Mit der Grenzziehung 1919 wurde das Gebiet südlich der Mur, die sogenannte Untersteiermark, zum Territorium des Königreich der Serben, Kroaten und Slowenen (SHS).
Matl war zweisprachig aufgewachsen. In Abstall (heute Apače) besuchte er von 1903 bis 1908 die Volksschule, ab 1908 das humanistische Fürstbischöfliche Gymnasium („Knabenseminar“) in Graz, das er 1916 mit vorzeitiger Matura abschloss. 1915 rückte er als Freiwilliger in den Kriegsdienst ein und kam als Mitglied des Agramer Infanterieregiments 53 an die Front nach Galizien, wo er 1917 verwundet wurde. Im selben Jahr begann er ein Studium der Germanistik, Slawistik und Geschichte an der Universität Graz. 1921 legte er in Wien die Lehramtsprüfung für Serbokroatisch und Slowenisch ab. Im selben Jahr promovierte er bei Vatroslav Jagić (Slawistik) und Hans Uebersberger (osteuropäische Geschichte) an der Universität Wien.
Von 1919 bis 1939 (mit Unterbrechungen) unterrichtete Matl Serbokroatisch an der Bundeshandelsakademie und der Technischen Hochschule in Graz. Er war außerdem Prüfer für Slowenisch sowie Mitglied der Prüfungskommission für das Lehramt an den mittleren kaufmännischen Lehranstalten in Wien. Ab 1921 widmete er sich dem weiteren Studium der Slawistik, Geschichte, Volkswirtschaft und Soziologie in Graz. 1924 veröffentlichte er ein Lehrbuch für Serbokroatisch.
1928 begann er seine Universitätslaufbahn als Privatdozent an der Universität Graz, wo er im selben Jahr bei Heinrich Felix Schmid für slawische Philologie habilitierte. Bis zu seiner Einberufung zum Kriegsdienst 1939 bildeten Lehrveranstaltungen zur südslawischen (kroatischen, serbischen und slowenischen) Literaturwissenschaft und zu kulturhistorischen Themen den Schwerpunkt seiner Lehrtätigkeit. 1935 erhielt er den Titel eines außerordentlichen Professors verliehen.
1939 wurde Matl als Hauptmann der Reserve von der Wehrmacht zum Kriegsdienst einberufen. Bis 1945 diente er als „Erkundungsoffizier in der offensiven Feindaufklärung Heer“ („I H“) für den Südost-Sektor, zunächst in den Abwehrstellen (ASt) Graz/Salzburg (1939), Wien (1940) und Sofia (1941). Nach seiner Teilnahme am Balkanfeldzug trat Matl im Juni 1941 den Dienst in der ASt Belgrad an, wo er für den Raum Serbien, seit 1943/44 auch für Albanien und Italien zuständig war. Matl stand der harten Serbienpolitik Hitlers ablehnend gegenüber. In seiner militärgeheimdienstlichen Tätigkeit unterstützte er die vergleichsweise gemäßigte Serbien-Politik des „Sonderbeauftragten Südost“ Hermann Neubacher, der sich für eine Senkung der drakonischen Sühnequoten bei Geiselerschießungen einsetzte. Matl vermittelte außerdem Verhandlungen zwischen der Wehrmacht und den serbischen Tschetnik-Führern Draža Mihailović, Milan Nedić und Jezdimir Dangić. In Albanien führte er Vorbesprechungen mit Xhafer Deva und Fuad Bey Dibra zur Bildung einer albanischen Regierung. Im Zuge seiner geheimdienstlichen Tätigkeit hat Matl ein umfangreiches Archiv angelegt, das die Grundlage für ein Geschichtswerk über die Aufstandsbewegung am Balkan bilden sollte. Nach einem Krankenurlaub im Herbst 1944 kam Matl Anfang 1945 nach Wald am Schoberpass, wohin sich schon vorher einige Mitarbeiter der Abwehrstelle Belgrad zurückgezogen hatten. Matl wohnte bei einem Bergbauern oberhalb des Dorfes. Nach dem 8. Mai 1945 zerstreute sich die Gruppe, Matl blieb jedoch auf dem Bauernhof. Die Rote Armee besetzte Wald am 10./11. Mai. In den folgenden Tagen wurden auch die Bauernhöfe außerhalb des Dorfes von Rotarmisten durchsucht. Dabei wurde Matls Offiziersuniform gefunden. Matl wurde verhaftet und von den Soldaten misshandelt. Beim Verhör durch den Ortskommandanten konnte Matl mit diesem Russisch sprechen und ihn davon überzeugen, dass er kein Kriegsverbrecher war. Er wurde daraufhin freigelassen, gelangte aber später in britische Kriegsgefangenschaft. Bis zu seiner Freilassung im Jahr 1947 war er in Wolfsberg interniert.
Nach seiner Entlassung aus der Kriegsgefangenschaft im Jahr 1947 nahm Matl seine Lehrtätigkeit wieder auf, ab 1948 als außerordentlicher Professor und Vorstand des Seminars für Slawische Philologie (später: Institut für Slawistik und Südostforschung) der Universität Graz. 1954 wurde er zum ordentlichen Professor ernannt.
Nach dem Krieg hatte Matl zunächst Landesverbot in Jugoslawien. Anfang der 1950er-Jahre brachte ihn der jugoslawische Konsul in Graz im Diplomatenwagen über die Grenze. Mitte der 1960er-Jahre wurde Matl in der jugoslawischen Presse „rehabilitiert“, wobei seine Bemühungen, Sanktionen gegen Zivilisten einzuschränken, unterstrichen wurden.
Von 1947 bis 1969 lag der Schwerpunkt seiner Lehr- und Forschungstätigkeit bei der vergleichenden slawischen Sprach- und Literaturwissenschaft und Volkskunde. Er unternahm auch regelmäßig Exkursionen und Studienreisen, bei denen er das Land kreuz und quer durchstreifte.
Zwischen 1939 und 1973 begutachtete Matl 53 Dissertationen, 22 davon als approbierender Erstbetreuer. Zu seinen Schülern zählen Valentin Inzko, Harald Jaksche, Helmut Kettenbach, Anneliese Lägreid, Erich Prunč, Herbert Schelesniker, Herbert Trathnigg, Sigrid Darinka Völkl, France Vrbinc, Paul Zablatnik und andere.
1968 wurde Matl emeritiert. Noch 1969 hielt er Vorlesungen an der Universität Graz sowie 1970/71 an der Universität Salzburg.

## Werk (Auswahl)
Matl bezeichnete sich als einen Schüler Vatroslav Jagićs, Matthias Murkos und Aleksandr Veselovskijs. In seiner Publikationstätigkeit befasste er sich mit politischen, kulturellen und literaturwissenschaftlichen Themen sowie deutsch-slawischen Kulturbeziehungen. Dabei untersuchte er nicht ausschließlich die sogenannte Hochkultur, sondern auch das archaisch-patriarchale und die sogenannte Volkskultur, insbesondere die südslawische Volksepik. Matls Schülerin Sigrid Darinka Völkl bezeichnet ihn daher als einen „Vorläufer von Cultural Studies“.
In seinem sprachwissenschaftlichen Werk hob Matl die Bedeutung der Prager Schule hervor, die „neben die bisher vorherrschende genetisch-historische diachronistische Betrachtungsweise die synchronistische gestellt [hat].“ Er widmete sich der Erforschung des „Problemkreises Sprache-Kultur“, welcher Matl zufolge vor allem in der Slawistik weitgehend zu Gunsten der Laut- und Formenlehre vernachlässigt worden sei. Hierbei stützte er sich auf die Volkskunde, Rechtsgeschichte, Wort- und Namensforschung und Semasiologie.
Matl zählte neben Hermann Wendel, Gerhard Gesemann und Alois Schmaus zu den Wissenschaftlern, die für eine jugoslawische staatliche Einheit eintraten. Er war ein „Großdeutscher innerhalb des Österreichertums“ (Stanislaus Hafner), der auf seine bäuerliche Abstammung stolz war, und sich als „Bauern auf dem glatten Parkett“ bezeichnete. Wissenschaftliche Auseinandersetzungen führte er beherzt, wobei er mit seiner Offenheit und mit seinem packenden Vortragsstil beeindruckte. Er stand mit vielen jugoslawischen und russischen Forschern und Kulturschaffenden in persönlichem Kontakt, etwa mit dem slowenischen Literaturwissenschaftler Anton Slodnjak, dem Bildhauer Ivan Meštrović oder dem russischen Sänger und Schriftsteller Bulat Okudschawa.
- Der Beginn des nationalen Schrifftums bei den oststeirischen Slowenen (der Windischen Büheln), phil. Diss. (nicht publiziert), Wien 1921.
- Praktisches Lese- und Lehrbuch der serbokroatischen Sprache, Wien 1924.
- Die Agrarreform in Jugoslawien, Berlin-Breslau 1927.
- Das Slaventum zwischen Westen und Osten. Versuch einer Synthese, Klagenfurt 1950.
- Das Ost-West-Problem im gegenwärtigen Europa, Graz 1958.
- Europa und die Slaven, Wiesbaden 1964.
- Südslawische Studien (Sammelband), München 1965.
- Die Kultur der Südslawen, Frankfurt 1966 (Nachdr. 1970, 1973).
- Bauer und Grundherr in der Geschichte der Balkanvölker, Darmstadt-München 1968.
- Österreich in der Meinung der Südslawen (Kongressbeitrag), Eisenstadt 1973.

Ein Schriftenverzeichnis wurde in der Gedenkschrift für Josef Matl (= Anzeiger für slawische Philologie IX/1977, S. 3–26) veröffentlicht.

## Nachlass
Matls vermachte einen kleinen Teil seiner Bibliothek der Universität Gießen, ein weiterer kleiner Teil befindet sich am Institut für Slawistik in Graz. Matls wissenschaftlicher Nachlass (bestehend aus Manuskripten für Publikationen, wissenschaftlicher Korrespondenz, Referaten sowie Kongress- und Tagungsunterlagen) wird am Institut für Slawistik der Universität Graz aufbewahrt.
Matls Nachlass aus der Zeit seines Einsatzes bei der Wehrmacht (1939–1947), eine einmalige zeitgeschichtliche Quelle, befindet sich im Steiermärkischen Landesarchiv und ist unbearbeitet. Matl hat verfügt, diesen Bestand nur „sachlich-qualifizierten Bearbeitern“ zugänglich zu machen.